# Обикновена земна пчела
Обикновената земна пчела (Bombus terrestris) е вид насекомо от семейство Същински пчели (Apidae).

## Разпространение
Видът се среща най-често в Европа и обикновено живее в райони с умерен климат. Тъй като може да оцелее в голямо разнообразие от местообитания, има популации и в Близкия изток, средиземноморските острови и Северна Африка. Освен това видът е внесен в Япония, Чили, Аржентина и Тасмания.

## Описание
Царицата достига дължина 20 – 27 mm, а работничките – 15 – 20 mm.